# SABIA-Mar
SABIA-Mar ou SAC-E (du portugais Satélite Argentino-Brasileiro de Informação Ambientais Marinhas, c'est-à-dire Satellite argentino-brésilien d'information sur l'environnement maritime) est un satellite d'observation de la Terre développé conjointement par l'Argentine et le Brésil dont l'objectif principal est de mesurer la couleur de l'océan. Cette caractéristique fournit des informations sur le processus de photosynthèse des algues qui joue un rôle central dans le fonctionnement de la chaine alimentaire globale en transformant le dioxyde de carbone en oxygène. Ce type de mesure inauguré par l'instrument CZCS lancé à bord du satellite américain Nimbus 7 s'est généralisé dans les années 1990 avec des instruments comme MOS, OCTS et POLDER (en) tous lancés en 1996. Le satellite dont le lancement est programmé en 2018 disposera d'une caméra multi-spectrale effectuant des prises d'image en lumière visible, dans le proche infrarouge et dans l'infrarouge thermique. Le premier satellite lancé devrait assurer une couverture des eaux océaniques tandis que le deuxième satellite lancé un an plus tard couvrira les eaux côtières. Le développement des satellites est assuré conjointement par l'agence spatiale argentine, la CONAE, l'Agence spatiale brésilienne et le centre de recherche spatial brésilien INPE,.